# Mickys Waisen
Mickys Waisen (englisch Mickey’s Orphans) ist ein US-amerikanischer animierter Kurzfilm von Burt Gillett aus dem Jahr 1931.

## Handlung
Micky und Minnie planen mit Hund Pluto einen besinnlichen Weihnachtsabend. Der Baum ist geschmückt, Minnie spielt Klavier und singt Stille Nacht, Heilige Nacht und Pluto schläft am Kamin. Durch den Schnee kommt unterdessen eine vermummte Gestalt, schaut durch das Fenster der Mausfamilie und stellt einen Korb vor der Tür des Hauses ab. Sie klingelt und eilt davon – Pluto bringt den Korb herein.
Zunächst holt Micky aus dem Korb ein kleines Kätzchen und zeigt es begeistert Minnie. Schnell stellt sich heraus, dass sich im Korb Dutzende Kätzchen befinden. Sie stellen schnell die gesamte Wohnung auf den Kopf, nutzen Plutos Ohren als Schaukel, vertreiben den Vogel aus seinem Käfig und nutzen das Treppengeländer als Rutsche. Micky versucht, als Weihnachtsmann für Ruhe zu sorgen. Auf einem von „Rentier“ Pluto gezogenen Schaukelstuhl erscheint er verkleidet als Santa Claus, doch sorgen die mitgebrachten Geschenke für noch mehr Chaos. Die Kätzchen formieren sich zu einer Parade, die geschenkten Sägen und Kinderpistolen führend zu zerstörten Möbeln und Vasen. Am Ende enthüllen Micky und Minnie den reich geschmückten Weihnachtsbaum. Sofort wird er von den Kätzchen übernommen – zurück bleibt ein leeres Baumgerippe und ein fassungsloses Mäusepaar.

## Produktion
Mickys Waisen ist ein Trickfilm in Schwarz-Weiß. Er erschien am 9. Dezember 1931 als Teil der Trickfilmserie Micky Maus.
Im Film sind die beiden Weihnachtslieder Silent Night und Jingle Bells sowie Für Elise zu hören.

## Synchronisation
| Rolle       | Sprecher          |
| ----------- | ----------------- |
| Micky Maus  | Walt Disney       |
| Minnie Maus | Marcellite Garner |

## Auszeichnung
Mickys Waisen wurde 1932 für einen Oscar in der Kategorie „Bester animierter Kurzfilm“ nominiert, konnte sich jedoch nicht gegen Von Blumen und Bäumen durchsetzen.